# 葉士荃
葉士荃（?—?），江蘇省蘇州府常熟縣人，清朝政治人物、同進士出身。
光緒九年（1883年），参加癸未科殿試，登進士三甲132名。同年五月，著以主事分部学习。